# El privilegio de mandar
El privilegio de mandar es una serie de la televisión mexicana producida por Reynaldo López, en su primera temporada también producido por Carla Estrada, emitido por la empresa Televisa a través de su primera cadena nacional Las Estrellas, cuyo contenido se basa en la sátira y parodia política. Su título se basa en el de la telenovela El privilegio de amar. Se emitió desde el 2005 hasta el 2018.
Es una serie derivada del sketch homónimo dentro de la serie La Parodia.
Originalmente se transmitía los lunes a las 22:00, siendo movida a los domingos a la misma hora a finales de 2005.
La última emisión del programa fue el domingo 9 de julio de 2006, una semana después de que se celebraron las elecciones presidenciales.
Después de este programa, muy pocos programas de comedia se transmitieron por el canal Las Estrellas, a excepción de algunos programas sabatinos y varias retransmisiones de comedias exitosas de la década pasada. Una reforma electoral prohibió a las empresas privadas externar su opinión sobre los políticos en los medios masivos de comunicación evitando que Televisa pudiera realizar una nueva temporada de El privilegio de mandar.

## Primera temporada (2004-2006)
Consistió en parodiar los hechos políticos ocurridos durante el tiempo en que el programa se transmitió (2005-2006) por actores que representan a los principales actores políticos del país, incluyendo al presidente Vicente Fox, su esposa Martha Sahagún, los candidatos presidenciales Felipe Calderón Hinojosa, Andrés Manuel López Obrador y Roberto Madrazo Pintado, y otros políticos destacados como Elba Esther Gordillo, Mario Marín Torres, Diego Fernández de Cevallos y muchos otros políticos mexicanos, e incluso extranjeros como el presidente venezolano Hugo Chávez. Las situaciones son parodiadas llevando la realidad nacional a una típica colonia o barrio de una ciudad mexicana ficticia, llamada Colonia El Relaxo con x (la palabra correcta es relajo pero la "j" es cambiada por "x" para simbolizar la palabra "México"). Los estados de la república se representan como manzanas. Así mismo, se mencionan otros países como otras colonias (como La colonia del norte, que se refiere a Estados Unidos por su ubicación geográfica con México). El presidente de la República aparece como el presidente de la colonia y un gobernador estatal como jefe de manzana.[cita requerida]
El programa surgió como consecuencia del éxito de un sketch del programa La Parodia que, como su nombre lo indica, se dedica a parodiar todo tipo de temas, pero el capítulo de la parodia política tuvo tanto éxito que se convirtió en un programa independiente, uno de los programas con más altos niveles de audiencia de la empresa.[cita requerida]

## Personajes principales

### Primera temporada
- Chente (Alfonso Villalpando): Describe al apodo usado en varios países hispanoablantes para referirse a Vicente, parodiando así a Vicente Fox. Es el presidente de la colonia El Relaxo.
- Martita (Raquel Pankowsky): Representa a Martha Sahagún. También es llamada Martita Según de Fox.
- Felipe Calderón (Moisés Suárez / Vicente Torres/ Eduardo España): También llamado simplemente "Felipe" o "Jelipe" por Andrés Manuel y Roberto, representa a Felipe Calderón Hinojosa, candidato del PAN por la presidencia de la república. En ocasiones suele aparecer con una pieza de pan en el bolsillo de la camisa, ridiculizando así el nombre del partido.
- Andrés Manuel (Germán Ortega) También conocido como "El Peje" (o pronunciado también como "Pehe") , representa al candidato del Partido de la Revolución Democrática por la presidencia de la república, Andrés Manuel López Obrador.
- Roberto (Arath de la Torre): Representa al candidato del Partido Revolucionario Institucional a la presidencia de México, Roberto Madrazo. Una de sus palabras más destacables (del personaje) es que a casi todos llama "amigo" (pronunciado por él como "amico").
- Canti o Carlinflas (Carlos Espejel): Parodia del típico estereotipo mexicano que representa a la población de México. Su personaje, así como el nombre, también son parodias del actor mexicano Mario Moreno Cantinflas.
- La Jirafa (Yekaterina Kiev): Representa una mujer sirvienta demasiado alta que continuamente es motivo de burla por parte de Canti quien también la llama "La jirafita viviente" (haciendo así una doble parodia ahora hacia el programa "Cantando por un sueño" en el que Adal Ramones llama "la muñequita viviente" a la conductora alterna quien también es alta, Liza Echeverría).
- Mary (Angélica Vale): Representa una mujer sirvienta que estaba enamorada de Canti... apareció en unos episodios pero fue cambiada por la jirafa.
- Jackson (Herson Andrade): Hace referencia al exprecandidato del Partido Revolucionario Institucional por la presidencia de México, Enrique Jackson. Al mismo tiempo se hace una semi-parodia al cantante Michael Jackson por compartir el mismo apellido. Así, cada vez que Enrique Jackson aparecía en escena, entraba haciendo el Moonwalk característico de Michael Jackson mientras sonaba de fondo los primeros acordes de Billie Jean.
- Elba Esther (Angélica Vale): representa a la profesora Elba Esther Gordillo, antagonista del candidato del Partido Revolucionario Institucional desde dentro del mismo partido.
- Don Diego (Freddy Ortega): representa a Diego Fernández de Cevallos, parte del Partido Acción Nacional.
- Santiago (Pierre Angelo): Hace referencia al candidato del Partido Acción Nacional Santiago Creel.
- Cuauhtémoc (Arath de la Torre): Hace referencia a Cuauhtémoc Cárdenas Solórzano fundador del Partido de la Revolución Democrática.
- Beatriz Paredes (Samia y Angélica Vale): representa a Beatriz Paredes Rangel, del Partido Revolucionario Institucional. Anteriormente fue representado por Angélica Vale.
- Montiel (Freddy Ortega): Hace referencia a Arturo Montiel Rojas exgobernador del Estado de México.
- Alejandro Encinas (Herson Andrade)Hace referencia al Jefe de Gobierno del Distrito Federal con el mismo nombre.
- Marcelo (Pierre Angelo): Hace referencia al candidato del Partido de la Revolución Democrática a la jefatura del gobierno de la capital mexicana, Marcelo Ebrard. "El Peje" lo llama "mi carnal Marjelo" en homenaje de la recordada pareja cómica que formaron Tin Tan (Germán Valdés) y su carnal Marcelo en el cine mexicano.
- Rene (Arath de la Torre): Hace referencia a René Bejarano político que fue videograbado recibiendo dinero de parte de Carlos Ahumada.
- Ahumada (Ulises de la Torre): haciendo referencia al hombre de negocios argentino Carlos Ahumada Kurtz.
- El Innombrable (Germán Ortega): Representa a Carlos Salinas de Gortari expresidente de México.
- Joaquín Loque-Nósdiga (Ricardo Hill): es un reportero que trabaja para Televisa. Es una parodia del periodista Joaquín López Doriga.
- Don Rubén (Jorge Arvizu): Hace referencia al vocero de la Presidencia Rubén Aguilar Valenzuela. Su gag típico era aparecer de la nada después de una declaración inentendible de Chente y corregirlo: "Lo que Chente quiso decir...".
- Ponce (Herson Andrade): Refiriéndose a Gustavo Ponce.

### Segunda Temporada (2018)
Candidatos
- Andrés Manuel (Christian Ahumada): También conocido como "El Peje" (o pronunciado también como "Pehe"), representa al candidato presidencial vencedor de la coalición Juntos Haremos Historia, Andrés Manuel López Obrador conformado por Morena, PT y PES.
- Meade (Claudio Herrera): Hace referencia al excandidato de la coalición Todos por México, José Antonio Meade, conformado por el PRI, PVEM y Nueva Alianza.[1]
- Anaya (Juan Frese): Hace referencia al excandidato de la coalición Por México al Frente, Ricardo Anaya conformado por el PAN, PRD y Movimiento Ciudadano.
- El Bronco (Herson Andrade): Hace referencia a Jaime Rodríguez Calderón, excandidato independiente y exgobernador de Nuevo León.
- Margarita Zavala (Yekaterina Kiev): Hace referencia a la esposa de Felipe Calderón, excandidata independiente y hoy diputada, Margarita Zavala.
- Ríos Piter (Hugo Alcantara): Hace referencia al exsenador, Armando Ríos Piter.

Candidatos de la Ciudad de México
- Sheinbaum (Dalilah Polanco/Tamara Henaine): Hace referencia a Claudia Sheinbaum, actual jefa de gobierno de la Ciudad de México.
- Arriola (Eduardo España): Hace referencia al excandidato a jefe de Gobierno de Ciudad de México por la coalición Todos por México, Mikel Arriola.
- Barrales (Mariana Echeverría): Hace referencia a Alejandra Barrales, excandidata a jefa de gobierno de la Ciudad de México por la coalición Por México al Frente.

Cónyuges:
- Juana (Dalilah Polanco/Tamara Henaine): Se refiere a la esposa de José Antonio Meade: Juana Cuevas Rodríguez.
- Carolina (Fernanda Ostos): Se refiere a la esposa de Ricardo Anaya: Carolina Martínez.
- Bety (Mariana Echeverría): Se refiere a la actual esposa de Andrés Manuel López Obrador: Beatriz Gutiérrez-Müller.

Expresidentes
- Fox (Alfonso Villalpando): Hace referencia al expresidente de México Vicente Fox Quesada.
- El Innombrable/Salinas (Eduardo España): Representa a Carlos Salinas de Gortari expresidente de México.
- Felipe Calderón (Claudio Herrera): Representa al expresidente de México Felipe Calderón Hinojosa.

Políticos presos
- Duarte (Hugo Alcántara): Hace referencia al exgobernador de Veracruz Javier Duarte.
- Padrés (Eduardo Zayas): Hace referencia al exgobernador de Sonora Guillermo Padrés.

Otros políticos
- Peña Nieto (Pierre Angelo): Hace referencia al expresidente de la República, Enrique Peña Nieto.
- Enrique Ochoa (Héctor Sandarti): Hace referencia al expresidente del PRI, Enrique Ochoa Reza.
- Moreno Valle (Cristian Ahumada): Hace referencia al exgobernador de Puebla: Rafael Moreno Valle.
- Corral (Hugo Alcántara): Hace referencia al gobernador de Chihuahua: Javier Corral.
- El Cuau (Pierre Angelo): Hace referencia al exfutbolista y hoy gobernador de Morelos, Cuauhtémoc Blanco.
- Amieva"Amiba" (Hugo Alcántara): Hace referencia al exjefe interino de Gobierno de Ciudad de México, José Ramón Amieva
- Videgaray (Eduardo España): Hace referencia al ex secretario de Relaciones Exteriores, Luis Videgaray Caso.
- Dante (Alfonso Villalpando): Hace referencia al senador de Movimiento Ciudadano: Dante Delgado.
- Nuño (José Eduardo Derbez): Hace referencia al ex-secretario de educación Aurelio Nuño Mayer.
- Mancera (Héctor Sandarti): Hace referencia al exjefe de Gobierno de Ciudad de México, Miguel Ángel Mancera.
- Elba Esther (Maca Carriedo): Hace referencia a la ex-lideresa del SNTE, Elba Esther Gordillo.
- Monreal (Hugo Alcántara): Hace referencia al hoy senador, Ricardo Monreal.
- Robles (Yeka Rosales): Hace referencia a Rosario Robles Berlanga.
- Marcelo (Pierre Angelo): Hace referencia al exjefe de gobierno y hoy secretario de Relaciones Exteriores: Marcelo Ebrard Casaubón.
- Jefe Diego (Claudio Herrera): Hace referencia al excandidato presidencial Diego Fernández de Cevallos.
- Castañeda (Herson Andrade): Hace referencia al ex-secretario de Relaciones Exteriores y coordinador de campaña de Ricardo Anaya, Jorge Castañeda Gutman.

Políticos extranjeros
- Donald Trump (Herson Andrade): Hace referencia al expresidente de los Estados Unidos, Donald Trump.

*El presidente ruso Vladímir Putin, cuyo intérprete es desconocido, haría una aparición en el episodio final de esta temporada, pero no se sabe por qué se descartó esta idea. Sin embargo, sí llegó a aparecer en la obra del teatro del programa.
Representación de México
- Doña Márgara Francisca (Eduardo España): Representa al pueblo mexicano, rol similar al que ocupaba Canti en la primera temporada.
- El Indio Brayan (Hugo Alcántara): Junto con Doña Margara Francisca, es otro equivalente a Carlinflas en la temporada de 2005
- Cuico (Claudio Herrera): Policía de profesión, suele acosar a Doña Margara, aunque ella no se deja, y suele conversar mucho con Duarte.

Periodistas
- Denise (Maca Carriedo): Hace referencia a la periodista de Televisa, Denise Maerker.
- Loret de Mola (Pierre Angelo): Hace referencia al periodista Carlos Loret de Mola.
- El Ticher (Ricardo Hill): Hace referencia al periodista Joaquín López-Doriga.

Otros personajes
- Guillermo del Toro: Interpretado por Herson Andrade.
- Alejandro González Iñarritu: Interpretado por Claudio Herrera.
- Alfonso Cuarón: Interpretado por Héctor Sandarti.
- José Antonio González Anaya: Interpretado por Juan Frese.
- Yawi: Interpretado por Rogelio Cruz.
- Carlos Aceves: Interpretado por Herson Andrade.
- Juan Zepeda: Interpretado por Herson Andrade.
- Karime Macías: Interpretado por Yekaterina Kiev.
- Ernesto Cordero: Interpretado por Héctor Sandarti.
- Belinda: Interpretada por Tamara Henaine.

Apariciones breves
- El Costeño: Interpretado por Javier Carranza "El Costeño".
- Julio César Chávez: Interpretado por Cristian Ahumada.
- Super Portero: Interpretado por José Eduardo Derbez.
- Angela Merkel: Interpretado por Herson Andrade.
- Emmanuel Macron: Interpretado por José Eduardo Derbez.
- Kim Jong-Un: Interpretado primeramente por Claudio Herrera, después por Hugo Alcántara.
- Manuel Clouthier: Interpretado por Herson Andrade.
- Capitán Garfio: Interpretado por Eduardo Zayas.
- Álvaro Obregón: Interpretado por Hugo Alcántara.
- Tino: Interpretado por José Eduardo Derbez.
- Compayito: Interpretado posiblemente por Moisés Iván Mora.
- Cuauhtémoc Cárdenas: Interpretado por Claudio Herrera.
- Martha Sahagún: Interpretado por Raquel Pankowsky.
- Luis Echeverría: Interpretado por Pierre Angelo.

### Tercera y Cuarta temporada (2022 - presente)
Morena
- Andrés Manuel López Obrador: Interpretado por Christian Ahumada
- Beatriz Gutiérrez-Müller: Interpretado por Fernanda Ostos
- Adán Augusto López: Interpretado por Arath de la Torre
- Claudia Sheinbaum: Interpretado por Macaria
- Marcelo Ebrard: Interpretado por Pierre Angelo
- Ricardo Monreal: Interpretado por Hugo Alcántara
- Elizabeth García Vilchis: Interpretado por Yeka Rosales
- Layda Sansores: Interpretada por Yeka Rosales
- Gerardo Fernández Noroña: Interpretado por Herson Andrade
- Manuel Bartlett: Interpretado por Herson Andrade
- Alejandro Gertz Manero: Interpretado por Herson Andrade
- Mario Delgado: Interpretado por Juan Frese; Eduardo España (primera aparición)
- Hugo López-Gatell: Interpretado por Juan Frese
- Delfina Gómez: Interpretada por Herson Andrade
- Leticia Ramírez: Interpretado por Fernanda Ostos
- Cuauhtémoc Blanco: Interpretado por Arath de la Torre
- Miguel Barbosa: Interpretado por Hugo Alcántara
- Martí Batres: Interpretado por Christian Ahumada
- Napoleón Gómez Urrutia: Interpretado por Herson Andrade
- Rocio Abreu: Interpretado por Yeka Rosales
- María Clemente: Interpretada por Hugo Alcántara
- Ernestina Godoy: Interpretado por Herson Andrade
- Omar García Harfuch: Interpretado por Pierre Angelo
- Jesus Ramírez Cuevas: Interpretado por Juan Frese
- Ignacio Mier: Interpretado por Eduardo Zayas
- Armando Guadiana: Interpretado por Herson Andrade

PRI, PAN, PRD y Movimiento Ciudadano
- Alejandro Moreno: Interpretado por Arath de la Torre
- Marko Cortés: Interpretado por Claudio Herrera
- Miguel Ángel Osorio Chong: Interpretado por Herson Andrade
- Margarita Zavala: Interpretado por Yekaterina Kiev
- Ricardo Anaya: Interpretado por Juan Frese
- Samuel García: Interpretado por Juan Lecanda; Claudio Herrera (primera aparición)
- Mariana Rodríguez Cantú: Interpretada por Rocío de Santiago
- Santiago Creel: Interpretado por Pierre Angelo
- Señor X (Claudio X. González): Interpretado por Claudio Herrera
- Lilly Téllez: Interpretada por Fernanda Ostos
- Kenia López Rabadán: Interpretada por Yekaterina Kiev
- Xóchitl Gálvez: Interpretada por Fernanda Ostos
- Miguel Ángel Mancera: Interpretado por Juan Frese
- Cuauhtémoc Cárdenas: Interpretado por Arath de la Torre
- Jesús Zambrano: Interpretado por Hugo Alcántara
- Dante Delgado: Interpretado por Alfonso Villalpando
- Sandra Cuevas: Interpretada por Hugo Alcántara
- Claudia Ruiz Massieu: Interpretada por Yekaterina Kiev
- Alejandra del Moral: Interpretada por Yeka Rosales
- Rosario Robles: Interpretado por Yeka Rosales

Otros órganos de gobierno
- Yasmin Esquivel: Interpretada por Yekaterina Kiev
- Norma Piña: Interpretada por Herson Andrade
- Luis Cresencio Sandoval: Interpretado por Hugo Alcántara

Prensa
- Carlos Pozos "Lord Molecula": Interpretado por Eduardo España
- Paul Velázquez: Interpretado por Eduardo Zayas
- Vicente Serrano: Interpretado por Herson Andrade
- Joaquin López-Doriga: Interpretado por Juan Lecanda

Políticos extranjeros
- Joe Biden: Interpretado por Juan Lecanda; Juan Frese (primera aparición)
- Donald Trump: Interpretado por Herson Andrade
- Volodímir Zelenski: Interpretado por Eduardo España
- Vladimir Putin: Interpretado por Juan Frese
- Xi Jinping: Interpretado por Herson Andrade
- Carlos III del Reino Unido: Interpretado por Arath de la Torre
- Ken Salazar: Interpretado por Herson Andrade
- Justin Trudeau: Interpretado por Juan Lecanda
- Sophie Grégoire: Interpretada por Rocio de Santiago
- Alberto Fernández: Interpretado por Herson Andrade
- Miguel Díaz-Canel: Interpretado por Arath de la Torre
- John Kerry: Interpretado por Arath de la Torre
- Mao Ning: Interpreada por Fernanda Ostos

Ex-presidentes de México
- Carlos Salinas de Gortari: Interpretado por Eduardo España
- Vicente Fox: Interpretado por Alfonso Villalpando
- Felipe Calderón: Interpretado por Claudio Herrera
- Enrique Peña Nieto: Interpretado por Pierre Angelo

Representación de México
- Doña Margara Francisca: Interpretado por Eduardo España
- Cuico: Interpretado por Claudio Herrera
- Indio Brayan: Interpretado por Hugo Alcántara

Otras apariciones
- Chico Che: Interpretado por Herson Andrade
- Osama Bin Laden: Interpretado por Hugo Alcántara
- Sergio "El Checo" Pérez: Interpretado por Pierre Angelo
- Julio Scherer: Interpretado por Manuel R. Ajenjo
- Arturo Herrera: Interpretado por Juan Frese
- Juan Ramón de la Fuente: Interpretado por Eduardo Zayas
- Luisito Rey: Interpretado por Juan Frese
- Tania Ruíz: Interpretada por Rocío de Santiago
- José Murillo Karam: Interpretado por Pierre Angelo
- San Pedro: Interpretado por Herson Andrade
- Agallón Mafafas: Interpretado por Christian Ahumada
- Alfredo Adame: Interpretado por Arath de la Torre
- Edgar Báez: Interpretado por Herson Andrade
- Francisco Labastida: Interpretado por Juan Lecanda
- José Narro Robles: Interpretado por Juan Frese
- Lorenzo Córdova: Interpretado por Claudio Herrera
- Escorpión Dorado: Interpretado por Hugo Alcántara
- Elon Musk: Interpretado por Hugo Alcántara
- Luisito Comunica: Interpretado por Claudio Herrera
- Gerard Piqué: Interpretado por Juan Lecanda
- Elena Poniatowska: Interpretada por Macaria
- Jaime Camil: Interpretado por Arath de la Torre
- Chabelo: Interpretado por Arath de la Torre
- Jorge Alberto Aguilera: Invitado especial
- Rosalia: Interpretada por Rocío de Santiago

## Segunda temporada (2017 - 2018)
Después de 12 años inició la segunda temporada. Inicialmente, se estrenó en transmisiones exclusivas por Internet a través de sus cuentas oficiales por Facebook, así como pequeñas cápsulas vía Twitter, y posteriormente en televisión por el canal Las Estrellas. En ella, se parodiaron los hechos políticos ocurridos rumbo a la definición de la elección presidencial de 2018, y a los actuales principales actores políticos del país, tales como Alejandra Barrales, Ricardo Anaya, Enrique Ochoa, entre otros, incluyendo al presidente Enrique Peña Nieto. A diferencia de la primera temporada, se distingue el hecho de que ahora no se menciona una ciudad ficticia, y los nombres de los políticos se acercan más a los reales, manteniendo el generar una conciencia social y acerca del voto, mediante la comedia y humor, incluso el uso y nombre de los logotipos oficiales de los Partidos Políticos o instituciones como el INE.

## Tercera temporada (2022)
A mediados de julio de 2022, N+ anunció una nueva temporada de El privilegio de mandar, enfocado desde entonces en los presidenciables para la contienda electoral de 2024. Esta temporada se estrenó el 1 de agosto de 2022, y conservó gran parte del elenco de la temporada anterior, y contó con el regreso de Arath de la Torre tras 14 de años de no participar en el proyecto. A diferencia de las dos temporadas anteriores, esta se emitió a través del canal N+ Media y de la plataforma de streaming Vix, y no por Las Estrellas.

## Controversias políticas
En el contexto de las elecciones federales de 2006, el candidato Andrés Manuel López Obrador se ha quejado públicamente de que en este programa se da una imagen distorsionada de él mismo, acusando a la empresa Televisa de pretender afectarlo presentándolo como autoritario o ridículo.[cita requerida]

## Premios

### Premios TVyNovelas 2006
- Mejor Programa de Comedia o Serie